# Seyresse
Seyresse település Franciaországban, Landes megyében. Lakosainak száma 1022 fő (2022. január 1.). Seyresse Dax, Oeyreluy és Saint-Pandelon községekkel határos.

## Népesség
A település népessége az elmúlt években az alábbi módon változott:
| Lakosok száma | 263  | 506  | 616  | 749  | 851  | 878  | 922  | 964  | 996  | 1022 |
|               | 1968 | 1982 | 1990 | 2006 | 2013 | 2015 | 2017 | 2019 | 2020 | 2022 |